# Amplada

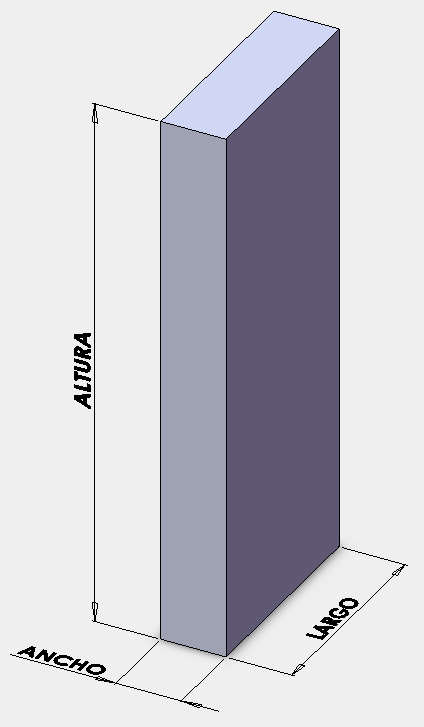
Un paral·lelogra mostrant els noms de les seves dimensions, llargària, amplària, i alt o altura.

L'amplada o amplària és la dimensió menor de les figures planes, la dimensió major corresponent és la llargària. A l'espai, és una de les tres dimensions possibles-en geometria euclidiana - d'un volum: llarg, ample i alt, sent l'ample la menor dimensió horitzontal, el llarg la major horitzontal i alt la vertical. Com que és una referència relativa, només s'utilitza en llenguatge col·loquial.
A la vida quotidiana, les dimensions de tot allò que té una part frontal (un moble, un electrodomèstic, un equip informàtic, etc.), es solen especificar amb: amplària, alçària i fondària (ample x alt x profund), que són una definició intrínseca a la posició relativa de l'observador, encara que òbviament totes siguin el mateix: unitats de longitud.
Per exemple, en aquest context, es parla de l'amplada dels prestatges i de l'amplària d'un moble com una mesura que defineix la superfície frontal visible d'un espai-eix per a la descripció de les tres dimensions.
En objectes multidimensionals, sovint el concepte d'amplada d'un eix longitudinal s'utilitza per distingir sense ambigüitat entre aquests eixos. En general s'agafa la longitud més curta, però si un objecte (tal com el veu l'observador) té una superfície frontal important (la part frontal d'un moble, d'un equip de HIFI, etc..), s'agafa la mida horitzontal d'aquest frontal encara que sigui més petita que l'alçada.
En ciències, com ara Geometria o Física, els volums es descriuen respecte a eixos ortogonals (XYZ), polars, o altres sistemes de referència més objectius. En simulació 3D:
- El color vermell representa l'eix de les X.
- A Normal Maps (un sistema que simula superfícies de detall mitjançant colors) la base blava representa un valor de 0. La X (± 1) representa el color Vermell i el verd que representa la Y (± 1) donen els valors d'elevació (RGB).